# Kambalda
Kambalda est une petite ville minière située à environ 60 kilomètres de la ville minière de Kalgoorlie en Australie-Occidentale, dans les Goldfields-Esperance. Elle est formée de Kambalda East et Kambalda West, séparés de 4 kilomètres, et est située à l'extrémité ouest d'un lac salé géant, le lac Lefroy.